# 采列姆河
采雷姆河（烏克蘭語：Церем），是烏克蘭北部的河流，屬於斯盧奇河的支流。該河發源自赫利尼揚卡以北，流經日托米爾州的茲維亞赫爾區，河道全長58公里，流域面積611平方公里。